# Щербенко, Василий Иванович
Василий Иванович Щербенко (23 июня 1902, м. Мостовое, Ананьевский уезд, Херсонская губерния — 6 ноября 1995, Одесса) — советский военный деятель, Генерал-майор (1 июля 1945 года).

## Начальная биография
Василий Иванович Щербенко родился 23 июня 1902 года в м. Мостовое Ананьевского уезда Херсонской губернии.

## Военная служба

### Довоенное время
В мае 1924 года призван в ряды РККА и направлен в дислоцированный в Тифлисе отдельный эскадрон связи в составе 2-й отдельной Кавказской кавалерийской бригады (Кавказская Краснознамённая армия), в котором служил красноармейцем, командиром отделения, помощником командира взвода, старшиной-сверхсрочником полуэскадрона. В период с сентября по октябрь 1924 года красноармейцем принимал участие в боевых действиях по ликвидации восстания под руководством К. Чолокашвили на территории Телавского уезда в районе Душети и Тианети, а в мае 1930 года старшиной эскадрона — в боевых действиях против бандформирований на территории Нагорного Карабаха. В июне 1930 года назначен на должность командира хозяйственного взвода в составе 66-го кавалерийского полка.
3 декабря 1931 года В. И. Щербенко направлен на учёбу на спецкурсы 8-го отдела Штаба РККА при курсах «Выстрел», после окончания которых 30 апреля 1932 года назначен на должность начальника 5-го (шифровального) отделения штаба 2-й Кавказской кавалерийской дивизии имени Закавказского ЦИК, на которой находился до февраля 1935 года. В 1934 году сдал испытание экстерном за нормальную кавалерийскую школу при Закавказской школе. В период с мая 1933 по январь 1934 года и с февраля по март 1935 года исполнял должность командира и комиссара 2-го отдельного запасного эскадрона той же дивизии в Телави.
В марте 1935 года старший лейтенант В. И. Щербенко направлен в 9-ю Крымскую кавалерийскую дивизию (Украинский военный округ) и назначен на должность начальника 6-й части штаба дивизии. С июня 1936 года исполнял должность начальника полковой школы младшего комсостава 51-го кавалерийского полка той же дивизии, а в июле 1937 года вернулся на прежнюю должность. В ноябре 1937 года назначен помощником начальника 1-й части штаба 9-й кавалерийской дивизии, а в октябре 1938 года — помощником начальника по войсковой разведке 4-го отдела штаба Армейской кавалерийской группы Киевского Особого военного округа в Проскурове, и осенью 1939 года принимал участие в ходе похода Красной армии в Западную Украину.
В 1940 году капитан В. И. Щербенко окончил два курса заочного факультета Военной академии имени М. В. Фрунзе. В октябре того же года назначен на должность старшего помощника начальника разведывательного отдела штаба 26-й армии.

### Великая Отечественная война
С началом войны находился на прежней должности и принимал участие в боевых действиях в ходе приграничного сражения на Юго-Западном фронте, затем в оборонительных боевых действиях на винницком направлении восточнее Проскурова и Киевской оборонительной операции, в ходе которой попал в окружение. 18 августа 1941 года был ранен в районе Киева.
В октябре 1941 года капитан В. И. Щербенко назначен на должность начальника разведывательного отдела штаба 37-й армии, формировавшейся на Южном фронте. После окончания формирования 37-я армия принимала участие в ходе Ростовской наступательной операции, во время которой был освобождён Ростов-на-Дону. В бою на реке Миус 26 ноября В. И. Щербенко был вновь ранен. С января 1942 года армия вела боевые действия в ходе Барвенково-Лозовской наступательной операции, а в феврале — наступательные бои на краматорском направлении. 5 мая в бою в районе села Никифоровка (Артёмовский район) В. И. Щербенко был контужен, после чего лечился в госпитале и после излечении вернулся на прежнюю должность. С лета 1942 года 37-я армия вела боевые действия в ходе Донбасской, Тихорецко-Ставропольской, Моздок-Малгобекской и Нальчикско-Орджоникидзевской оборонительных, Северо-Кавказской и Краснодарской наступательных операций. В июле 1943 года войска 37-й армии были переданы 9-й и 56-й армиям, а управление выведено в резерв Ставки Верховного Главнокомандования. После придания новых частей и соединений 37-я армия с начала сентября принимала участие в освобождении Левобережной Украины, битве за Днепр и наступательных боевых действиях на криворожском направлении, а с января 1944 года — в Никопольско-Криворожской, Березнеговато-Снигирёвской, Одесской, Ясско-Кишинёвской наступательных операциях и освобождении Болгарии.
В ноябре 1944 года полковник В. И. Щербенко назначен на должность начальника разведывательного отдела — заместителя начальника штаба по разведке 57-й армии, после чего принимал участие в ходе Будапештской наступательной и Балатонской оборонительной операций.
10 марта 1945 года назначен командиром 73-й гвардейской стрелковой дивизии, которая вскоре принимала участие в ходе Венской наступательной операции.

### Послевоенная карьера
После окончания войны находился на прежней должности в Южной группе войск.
В марте 1946 года направлен на учёбу на Высшие академические курсы при Высшей военной академии имени К. Е. Ворошилова, после окончания которых в феврале 1947 года назначен на должность заместителя командира 66-й гвардейской стрелковой дивизии, в феврале 1948 года — на должность командира 28-й отдельной гвардейской стрелковой бригады в (Прикарпатский военный округ), в сентябре 1949 года — на должность командира 97-й гвардейской стрелковой дивизии, а в сентябре 1955 года — на должность заместителя командира 3-го стрелкового корпуса, находясь на которой, принимал участие в подавлении Венгерского восстания.
С ноября 1956 года служил командиром 21-го стрелкового корпуса (Прикарпатский военный округ), а с августа 1957 года — начальником Львовских межокружных курсов усовершенствования и переподготовки офицерского состава.
Генерал-майор Василий Иванович Щербенко с июня 1959 года находился в распоряжении командующего войсками Прикарпатского военного округа и в сентябре того же года вышел в запас. Умер 6 ноября 1995 года в Одессе. Похоронен на Ново-Городском (Таировском) кладбище.

## Воинские звания
- Капитан (1938 год);
- Майор (6 ноября 1941 года);
- Подполковник (6 мая 1942 года);
- Полковник (22 февраля 1943 года);
- Генерал-майор (1 июля 1945 года).

## Награды
- Два ордена Ленина (19.03.1944, 15.11.1950);
- Три ордена Красного Знамени (02.04.1943, 03.11.1944, 05.11.1954);
- Орден Кутузова 2 степени (28.04.1945);
- Два ордена Богдана Хмельницкого 2 степени (13.09.1944, 18.12.1956);
- Орден Отечественной войны 1 степени (11.07.1944);
- Орден Красной Звезды (27.03.1942);
- Медали.

Иностранные награды
- Орден «9 сентября 1944 года» 2 степени (НРБ; 14.09.1974);
- Медаль «25 лет Болгарской народной армии» (НРБ; 18.09.1969).